# LEAP2
LEAP2 (англ. Liver enriched antimicrobial peptide 2) – білок, який кодується однойменним геном, розташованим у людей на 5-й хромосомі. Довжина поліпептидного ланцюга білка становить 77 амінокислот, а молекулярна маса — 8 814.
| 10         |  | 20         |  | 30         |  | 40         |  | 50         |
| ---------- |  | ---------- |  | ---------- |  | ---------- |  | ---------- |
| MWHLKLCAVL |  | MIFLLLLGQI |  | DGSPIPEVSS |  | AKRRPRRMTP |  | FWRGVSLRPI |
| GASCRDDSEC |  | ITRLCRKRRC |  | SLSVAQE    |  |            |  |            |

A: Аланін

C: Цистеїн

D: Аспарагінова кислота

E: Глутамінова кислота

F: Фенілаланін

G: Гліцин

H: Гістидин

I: Ізолейцин

K: Лізин

L: Лейцин

M: Метіонін

P: Пролін

Q: Глутамін

R: Аргінін

S: Серин

T: Треонін

V: Валін

Кодований геном білок за функціями належить до антибіотиків, антимікробних білків. 
Секретований назовні.